# Tetilla pedifera
Tetilla pedifera är en svampdjursart som beskrevs av William Johnson Sollas 1886. Tetilla pedifera ingår i släktet Tetilla och familjen Tetillidae.
Artens utbredningsområde är havet kring Indonesien. Inga underarter finns listade i Catalogue of Life.